# Le pivert n'a pas mal à la tête
Pour plus de détails, voir Fiche technique et Distribution.
Le pivert n'a pas mal à la tête (Не болит голова у дятла) est un film soviétique réalisé par Dinara Assanova, sorti en 1974,.

## Fiche technique
- Photographie : Dmitri Dolinin
- Musique : Evgeni Krylatov
- Décors : Vladimir Svetozarov
- Montage : Gioulsioum Subaieva

## Distribution
- Sasha Zhezlyaev : Seva 'Muha' Muhin
- Elena Tsyplakova : Ira Fedorova (comme Lena Tsyplakova)
- Aleksandr Bogdanov : Leva 'Baton' Bulkin (comme Sasha Bogdanov)
- Ira Obolskaya : Kapa Tararuhina
- Denis Kozlov : Misha
- Andrey Nikitin : Gavrila
- Yulia Shishkina : Dasha (comme Olya Shishkina)
- Ekaterina Vassilieva : Tatyana Petrovna
- Nikolaï Grinko : otets Mukhina
- Tatyana Volkova : Babushka Mukhina
- Pavel Rostovskiy : Andrey Muhin
- Mikhail Svetin : Stepan Stepanovich
- Vladimir Vasilkov : Udarnik